# Music as a Weapon
Music as a Weapon — название концертных туров в стиле альтернативного метала/нью-метала/хард-рока, организованных американской музыкальной группой Disturbed. Всего было проведено три тура вплоть до 2007 года, и возможно проведение четвёртого после выхода нового альбома Disturbed Indestructible. После проведения Music as a Weapon II были записаны концертные CD и DVD.
Название серии туров Music as a Weapon было взято из строчки песни Disturbed «Droppin' Plates», с дебютного альбома The Sickness: «Gonna fight the war, and use my music as a weapon»

## Участники
Music as a Weapon:
- Disturbed
- Adema
- Drowning Pool
- Stereomud
- Systematic

Music as a Weapon II:
- Disturbed
- Chevelle
- Taproot
- Unloco

Music as a Weapon III:
- Disturbed
- Flyleaf
- Nonpoint
- Stone Sour

## Список композиций одноимённого альбома
1. Disturbed — «Loading The Weapon»
2. Disturbed — «Bound»
3. Taproot — «Myself»
4. Disturbed — «Dehumanized»
5. Unloco — «Empty»
6. Taproot — «Sumtimes»
7. Disturbed — «Darkness»
8. Unloco — «Bruises»
9. Disturbed — «Prayer»
10. Chevelle — «The Red»
11. Taproot — «Poem»
12. Disturbed — «Stupify»

## Music as a Weapon II
Music as a Weapon II — концертный альбом и DVD, созданный группой Disturbed. Диск был записан во время тура 2003 года и выпущен в 2004 году. В альбом вошла кавер-версия песни Metallica «Fade to Black» и ранее неизданный трек «Dehumanized» (студийная версия этого трека позже появилась в качестве бонуса к синглу «Stricken» в 2005). В DVD также вошло видео Disturbed с их сингла «Liberate»

### Список композиций
1. Disturbed — «Loading the Weapon» — 2:33
2. Disturbed — «Bound» — 3:54
3. Taproot — «Myself» — 3:36
4. Disturbed — «Dehumanized» — 3:44
5. Chevelle — «Forfeit» — 4:06
6. Disturbed — «Fade to Black (Metallica Cover)» — 4:26
7. Unloco — «Empty» — 4:03
8. Taproot — «Sumtimes» — 4:42
9. Disturbed — «Darkness» — 4:02
10. Unloco — «Bruises» — 2:50
11. Disturbed — «Prayer» — 3:49
12. Chevelle — «The Red» — 3:46
13. Taproot — «Poem» — 3:20
14. Disturbed, Пит Лофлер, и Джои Дюнас — «Stupify» — 4:28

#### Чарты
| Чарт (2004)       | Место |
| ----------------- | ----- |
| The Billboard 200 | 148   |